# Wo ai zuguo de lantian

Wo ai zuguo de lantian (chinois traditionnel : 我愛祖國的藍天 ; chinois simplifié : 我爱祖国的蓝天 ; pinyin : Wǒ ài zǔguó de lántiān ; litt. « J'aime le ciel bleu de la mère-patrie ») est un chant régulièrement utilisé par la branche aérienne de l'Armée populaire de libération chinoise dont les paroles furent écrites par Yan Su et la musique composée par Yang Ming dans les années 1960.

## Paroles
| Chinois simplifié | Chinois traditionnel | Pinyin | Sens des paroles en français |
| --- | --- | --- | --- |
| 我爱祖国的蓝天， 晴空万里，阳光灿烂， 白云为我铺大道， 东风送我飞向前。 金色的朝霞在我身边飞舞， 脚下是一片锦绣河山。 啊！啊！ 水兵爱大海， 骑兵爱草原， 要问飞行员爱什么？ 我爱祖国的蓝天。 我爱祖国的蓝天， 云海茫茫一望无边， 春雷为我敲战鼓， 红日照我把敌歼。 美丽的长虹搭起彩门， 迎接着战鹰胜利凯旋 啊！啊！ 水兵爱大海， 骑兵爱草原， 要问飞行员爱什么？ 我爱祖国的蓝天。 美丽的长虹搭起彩门， 迎接着雄鹰胜利凯旋 水兵爱大海， 骑兵爱草原， 要问飞行员爱什么？ 我爱祖国的蓝天。 | 我愛祖國的藍天， 晴空萬里，陽光燦爛， 白雲為我舖大道， 東風送我飛向前。 金色的朝霞在我身邊飛舞， 腳下是一片錦繡河山。 啊！啊！ 水兵愛大海， 騎兵愛草原， 要問飛行員愛什麼？ 我愛祖國的藍天。 我愛祖國的藍天， 雲海茫茫一望無邊， 春雷為我敲戰鼓， 紅日照我把敵殲。 美麗的長虹搭起彩門， 迎接著戰鷹勝利凱旋 啊！啊！ 水兵愛大海， 騎兵愛草原， 要問飛行員愛什麼？ 我愛祖國的藍天。 美麗的長虹搭起彩門， 迎接著雄鷹勝利凱旋 水兵愛大海， 騎兵愛草原， 要問飛行員愛什麼？ 我愛祖國的藍天。 | Wǒ ài zǔguó de lántiān, qíngkōng wànlǐ, yángguāng cànlàn, báiyún wèi wǒ pù dàdào, dōngfēng sòng wǒ fēi xiàng qián. Jīnsè de zhāoxiá zài wǒ shēnbiān fēiwǔ, jiǎoxià shì yīpiàn jǐnxiù héshān. A! A! Shuǐbīng ài dàhǎi, qíbīng ài cǎoyuán, yào wèn fēixíngyuán ài shénme? Wǒ ài zǔguó de lántiān. Wǒ ài zǔguó de lántiān, yúnhǎi mángmáng yīwàng wúbiān, chūnléi wèi wǒ qiāo zhàngǔ, hóng rìzhào wǒ bǎ dí jiān. Měilì de chánghóng dā qǐ cǎi mén, yíngjiēzhe zhànyīng shènglì kǎixuán a! A! Shuǐbīng ài dàhǎi, qíbīng ài cǎoyuán, yào wèn fēixíngyuán ài shénme? Wǒ ài zǔguó de lántiān. Měilì de chánghóng dā qǐ cǎi mén, yíngjiēzhe xióng yīng shènglì kǎixuán shuǐbīng ài dàhǎi, qíbīng ài cǎoyuán, yào wèn fēixíngyuán ài shénme? Wǒ ài zǔguó de lántiān. | J'aime le ciel bleu de la mère-patrie, Eclairci sur des milliers de kilomètres, sous un soleil ardent, Les nuages blancs me renseignent sur la route à suivre, Et le vent d'est m'aide à aller de l'avant. Les lueurs émises par l'aube dorée dansent autour de moi, Et en dessous se situent de belles rivières et montagnes. Ah ! Ah ! Le marin aime l'océan, Le cavalier aime la prairie, Si tu demandes à un pilote ce qu'il aime, J'aime le ciel bleu de la mère-patrie. J'aime le ciel bleu de la mère-patrie Les nuages sont comme l'océan et le ciel semble infini, L'orage gronde comme mon tambour de guerre, Le soleil rouge m'aide à éliminer mes adversaires. Les beaux arcs-en-ciel s'érigent en grands portails colorés, Prêts à accueillir les faucons triomphants que nous sommes. Ah ! Ah ! Le marin aime la mer, Le cavalier aime la prairie. Si tu demandes à un pilote ce qu'il aime J'aime le ciel bleu de la mère-patrie. Les beaux arcs-en-ciel s'érigent en grands portails colorés, Prêts à accueillir les aigles triomphants que nous sommes. Le marin aime la mer, Le cavalier aime la prairie. Si tu demandes à un pilote ce qu'il aime, J'aime le ciel bleu de la mère-patrie. |